# Rafael Guarderas
Rafael Guarderas (Lima, 12 de septiembre de 1993) es un futbolista peruano. Juega de centrocampista y su equipo actual es el Atlético Grau de la Primera División del Perú. Tiene 31 años.

## Biografía
Nació en Lima el 12 de septiembre de 1993. Es el mayor de los tres hijos del marino y administrador Rafael Guarderas Radzinsky (Rafael, Mauricio y Rodrigo). Hizo sus estudios escolares en el Colegio Santa María Marianistas del distrito de Surco, Lima.

## Trayectoria
Estudió en el Colegio Santa María Marianistas, con el cual participó en el torneo juvenil de ADECORE. Luego se integró al Club de Regatas Lima, donde estuvo hasta 2010. Por intermedio del exarquero de Universitario y de la selección peruana Óscar Ibáñez y del entrenador de las divisiones menores de la «U», Samuel Eugenio, Guarderas llegó a formar parte de la cantera del Club Universitario de Deportes y en el año 2012 fue ascendido al primer equipo de la «U».
Hizo su debut oficial en Primera División el 19 de febrero de 2012 ante Inti Gas Deportes, por la primera fecha del Campeonato Descentralizado 2012. Todos los clubes peruanos jugaron esa fecha con juveniles debido a que el torneo pasaba por una huelga de futbolistas. En ese mismo año formó parte del equipo de Universitario sub-20 que participó en la Copa Libertadores Sub-20 realizada en el Perú.
Gracias a su participación con la selección peruana en el Sudamericano Sub-20 de 2013, fue tomado en cuenta en el primer equipo de la «U» para la temporada siguiente, sobre todo en la última etapa del torneo, luego de integrar el equipo de reservas. Anotó su primer gol como profesional el 3 de noviembre de 2013 en un partido válido por la fecha 40 del Campeonato Descentralizado ante el Juan Aurich de Chiclayo. El 1 de diciembre, anotó su segundo tanto frente a José Gálvez, por la última fecha del Descentralizado.
Universitario llegó a la final del torneo en el que se mediría ante Real Garcilaso. Aunque no jugó en la primera final en Cusco, el 15 de diciembre, Guarderas anotó el tercer tanto de la «U» en la victoria por 3-0 sobre Garcilaso en la segunda final del campeonato. Disputó algunos minutos en la tercera final en Huancayo, cuando Universitario se proclamó campeón del Descentralizado 2013. A pesar de tener contrato con Universitario hasta finales de 2016, en agosto de 2015 fue cedido en préstamo a la Universidad de San Martín de Porres. Regresó a Universitario en diciembre de ese mismo año, siendo campeón del Torneo Apertura; sin embargo, por falta de continuidad en agosto de 2016 fue cedido en préstamo a la Universidad Técnica de Cajamarca.
Luego de quedar como jugador libre, fichó por Club Deportivo Municipal, con el que jugó por dos temporadas. Luego de un breve paso por la Universidad Técnica de Cajamarca, el 20 de junio de 2019 se hizo oficial su regreso a Universitario de Deportes por pedido expreso de Ángel Comizzo. A pesar de tener contrato con UTC, arregló su desvinculación para hacer posible su regreso al club que lo formó. Donde todo el 2019 logró anotar 1 gol en la Copa Bicentenario. Fue campeón del Torneo Apertura 2020. Sin embargo, su club perdió la final nacional frente a Sporting Cristal, quedando como subcampeón del fútbol peruano.
A pesar de tener haber tenido ofertas de otros equipos, como Carlos A. Mannucci quienes se contaron con Rafa, decidió quedarse en Universitario y a finales de 2020 renovó su contrato por una temporada más. Luego de una temporada irregular, renovó su contrato por una temporada más por pedido de Gregorio Pérez. Jugó el partido de ida por la Copa Libertadores 2022 frente a Barcelona, quedando su club eliminado en la segunda ronda por un global de 3-0. En junio de 2022 fue cedido en préstamo al Alianza Atlético Sullana. Luego de terminar su préstamo en el equipo sullanense y su contrato con Universitario de Deportes fue fichado por la Academia Deportiva Cantolao. Su debut oficial con Cantolao se produjo en la fecha 3 frente a Universitario de Deportes, partido que terminó 4-0 a favor de los merengues.

## Selección nacional
Ha sido internacional con la selección de fútbol del Perú en la categoría sub-20, con la cual disputó el Campeonato Sudamericano de Fútbol Sub-20 de 2013 realizado en Argentina. El 10 de enero hizo su debut ante la selección de Uruguay, encuentro que culminó 3-3. La selección peruana logró la clasificación al hexagonal final como primera del grupo B con Guarderas disputando todos los partidos de la fase de grupos. Perú culminó en la quinta posición del hexagonal final y no logró clasificar a la Copa Mundial Sub-20 de Turquía, Guarderas estuvo presente en todos los encuentros disputando 8 como titular de los 9 posibles. Luego del torneo, fue incluido por el Diario As de España en el once ideal del Sudamericano. Con la selección sub-22 disputó los Juegos Panamericanos de 2015 realizados en Toronto.

## Clubes y estadísticas
| Club                               | Temporada           | Liga | Liga | Copas Nacionales * | Copas Nacionales * | Copas Internacionales ** | Copas Internacionales ** | Total | Total |
| Club                               | Temporada           | PJ   | G    | PJ                 | G                  | PJ                       | G                        | PJ    | G     |
| ---------------------------------- | ------------------- | ---- | ---- | ------------------ | ------------------ | ------------------------ | ------------------------ | ----- | ----- |
| Universitario de Deportes · Perú   | 2012                | 1    | 0    | 0                  | 0                  | 0                        | 0                        | 1     | 0     |
| Universitario de Deportes · Perú   | 2013                | 13   | 2    | 2                  | 1                  | 0                        | 0                        | 15    | 3     |
| Universitario de Deportes · Perú   | 2014                | 15   | 0    | 4                  | 0                  | 0                        | 0                        | 19    | 0     |
| Universitario de Deportes · Perú   | 2015                | 6    | 0    | 9                  | 0                  | 0                        | 0                        | 15    | 0     |
| Universitario de Deportes · Perú   | Total               | 35   | 2    | 15                 | 1                  | 0                        | 0                        | 50    | 3     |
| Universidad de San Martín · Perú   | 2015                | 6    | 0    | 0                  | 0                  | 0                        | 0                        | 6     | 0     |
| Universidad de San Martín · Perú   | Total               | 6    | 0    | 0                  | 0                  | 0                        | 0                        | 6     | 0     |
| Universitario de Deportes · Perú   | 2016                | 2    | 0    | 0                  | 0                  | 0                        | 0                        | 2     | 0     |
| Universitario de Deportes · Perú   | Total               | 2    | 0    | 0                  | 0                  | 0                        | 0                        | 2     | 0     |
| Univ. Técnica de Cajamarca · Perú  | 2016                | 11   | 0    | 0                  | 0                  | 0                        | 0                        | 11    | 0     |
| Univ. Técnica de Cajamarca · Perú  | Total               | 11   | 0    | 0                  | 0                  | 0                        | 0                        | 11    | 0     |
| Deportivo Municipal · Perú         | 2017                | 35   | 2    | 0                  | 0                  | 2                        | 0                        | 37    | 2     |
| Deportivo Municipal · Perú         | 2018                | 33   | 1    | 0                  | 0                  | 0                        | 0                        | 33    | 1     |
| Deportivo Municipal · Perú         | Total               | 68   | 3    | 0                  | 0                  | 2                        | 0                        | 70    | 3     |
| Univ. Técnica de Cajamarca · Perú  | 2019                | 11   | 0    | 0                  | 0                  | 2                        | 0                        | 13    | 0     |
| Univ. Técnica de Cajamarca · Perú  | Total               | 11   | 0    | 0                  | 0                  | 2                        | 0                        | 13    | 0     |
| Universitario de Deportes · Perú   | 2019                | 15   | 0    | 3                  | 1                  | 0                        | 0                        | 18    | 1     |
| Universitario de Deportes · Perú   | 2020                | 16   | 0    | 0                  | 0                  | 3                        | 0                        | 19    | 0     |
| Universitario de Deportes · Perú   | 2021                | 19   | 0    | 1                  | 0                  | 5                        | 0                        | 25    | 0     |
| Universitario de Deportes · Perú   | 2022                | 4    | 0    | 0                  | 0                  | 1                        | 0                        | 5     | 0     |
| Universitario de Deportes · Perú   | Total               | 54   | 0    | 4                  | 1                  | 9                        | 0                        | 67    | 1     |
| Alianza Atlético Sullana · Perú    | 2022                | 11   | 0    | 0                  | 0                  | 0                        | 0                        | 11    | 0     |
| Alianza Atlético Sullana · Perú    | Total               | 11   | 0    | 0                  | 0                  | 2                        | 0                        | 11    | 0     |
| Academia Deportiva Cantolao · Perú | 2023                | 29   | 0    | 0                  | 0                  | 0                        | 0                        | 29    | 0     |
| Academia Deportiva Cantolao · Perú | Total               | 29   | 0    | 0                  | 0                  | 0                        | 0                        | 29    | 0     |
| Atlético Grau · Perú               | 2024                | 33   | 0    | 0                  | 0                  | 0                        | 0                        | 33    | 0     |
| Atlético Grau · Perú               | 2025                | 20   | 1    | 0                  | 0                  | 7                        | 0                        | 27    | 1     |
| Atlético Grau · Perú               | Total               | 53   | 1    | 0                  | 0                  | 7                        | 0                        | 60    | 1     |
| Total en su carrera                | Total en su carrera | 280  | 6    | 19                 | 2                  | 20                       | 0                        | 319   | 8     |

- (*) Torneo del Inca y Copa Bicentenario.
- (**) Copa Libertadores de América y Copa Sudamericana.

## Palmarés

### Títulos nacionales
| Título                    | Club                      | País | Año    |
| ------------------------- | ------------------------- | ---- | ------ |
| Primera División del Perú | Universitario de Deportes | Perú | 2013   |
| Torneo de Reservas        | Universitario de Deportes | Perú | 2014-I |
| Torneo Apertura           | Universitario de Deportes | Perú | 2016   |
| Torneo Apertura           | Universitario de Deportes | Perú | 2020   |

### Distinciones individuales
| Distinción                                                                                         | Año  |
| -------------------------------------------------------------------------------------------------- | ---- |
| Incluido en el equipo ideal del Torneo Apertura de Perú según el portal periodístico DeChalaca.com | 2017 |